# Svítkovský park
Svítkovský park je městský park nacházející se v pardubické části Svítkov.

## Poloha
Park se nachází v západní části Svítkova a je ohraničen ulicemi Žižkova, Kostnická, U Parku a Motoristů, přičemž se malá část nachází i za posledně jmenovanou ulicí. Tvoří jej centrální část a chodníky propojující přes něj úhlopříčně tři protilehlé rohy. Východní okraj zaujímá zastávka autobusová zastávka městské dopravy Svítkov - park. K ní je veden z centrální části další chodník. Součástí parku je čtveřice pomníků.

## Historie
Park byl založen v roce 1920. Byl otevřen 28. září k příležitosti odhalení pomníku padlým tehdy ještě jen v první světové válce a vysázení čtveřice lip v jeho okolí. Park původně sahal o něco severněji, tato část zanikla při prodloužení Kostnické ulice a výstavbě domů na její severní straně.V roce 2015 proběhla jeho revitalizace spočívající v terénních a sadových úpravách, výstavbě dalších zpevněných ploch a instalace nového mobiliáře, osvětlení a kamerového systému. K jeho znovuzpřístupnění došlo v listopadu téhož roku, slavnostní znovuotevření pak 5. května 2016.

## Pomníky

### Pomník obětem první a druhé světové války

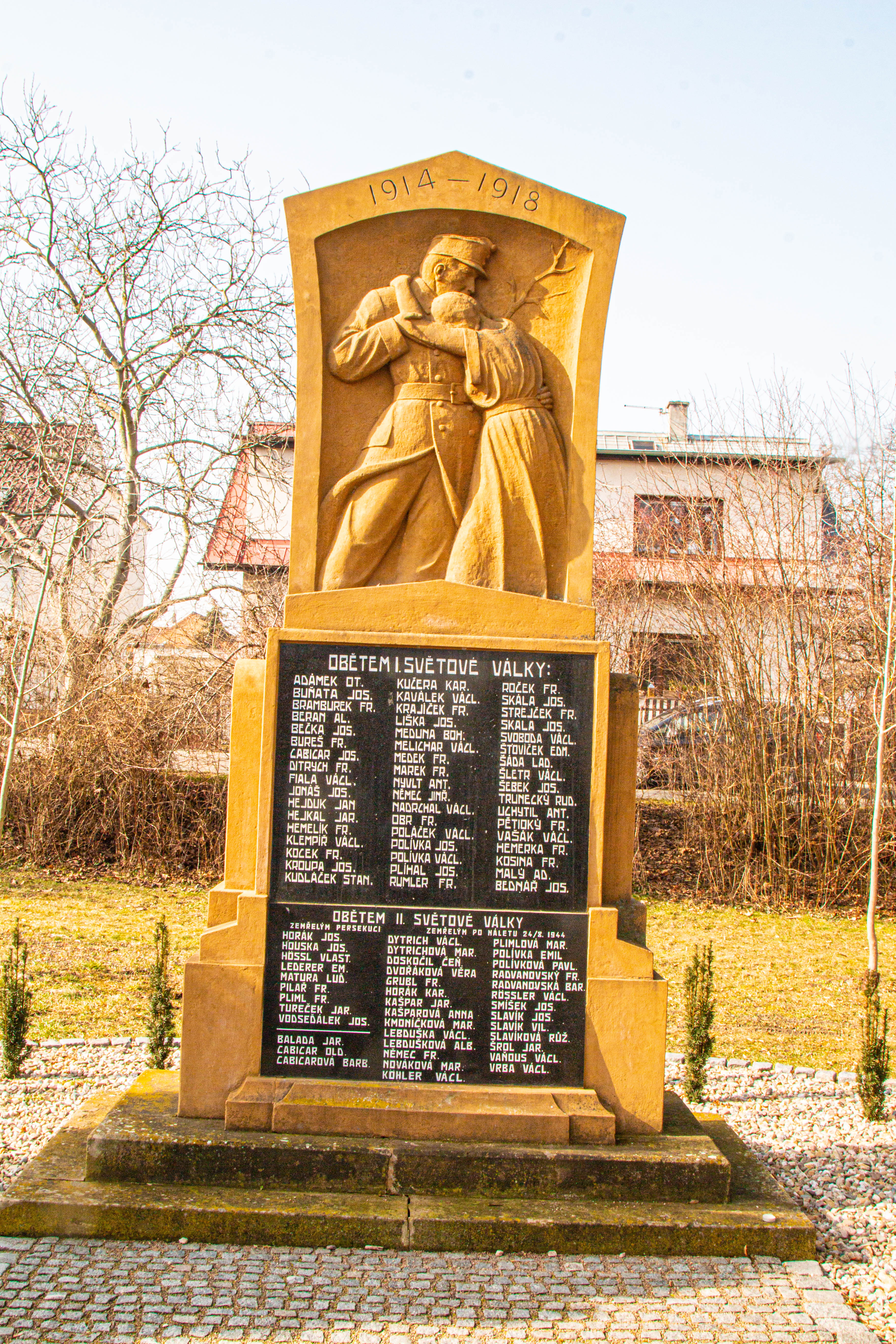
Pomník obětem 1. a 2. světové války

Pomník tvoří pomyslný střed parku. V jeho prostoru se kříží oba úhlopříčně vedené chodníky. Tvoří jej stojící kamenný blok s reliéfem ženy loučící se s vojákem, pod kterým je instalována deska s padlými během první světové války. V roce 1958 pod ní přibyla deska druhá s oběťmi nacistické perzekuce a náletu z 24. srpna 1944 a to na popud Svazu protifašistických bojovníků. Autorem pomníku tvůrcem je choceňský sochař J. Rejl. Ke slavnostnímu odhalení pomníku došlo 28. 9. 1920. Kolem něj byla vysázena čtveřice lip pojmenovaných Husova, Komenského, Havlíčkova a Masarykova, ale dnešních dnů[kdy?] se nedožila žádná.

### Křížek Václava Šády
V jihovýchodní části parku stojí křížek Václava Šády, svítkovského starosty, soudního činitele, účastníka selské Velké pardubické, kronikáře a písmáka. Václav Šáda zahynul při honu na Kokešově a křížek byl původně vztyčen tam a poté přesunut na současné místo.

### Pomník Jana Žižky

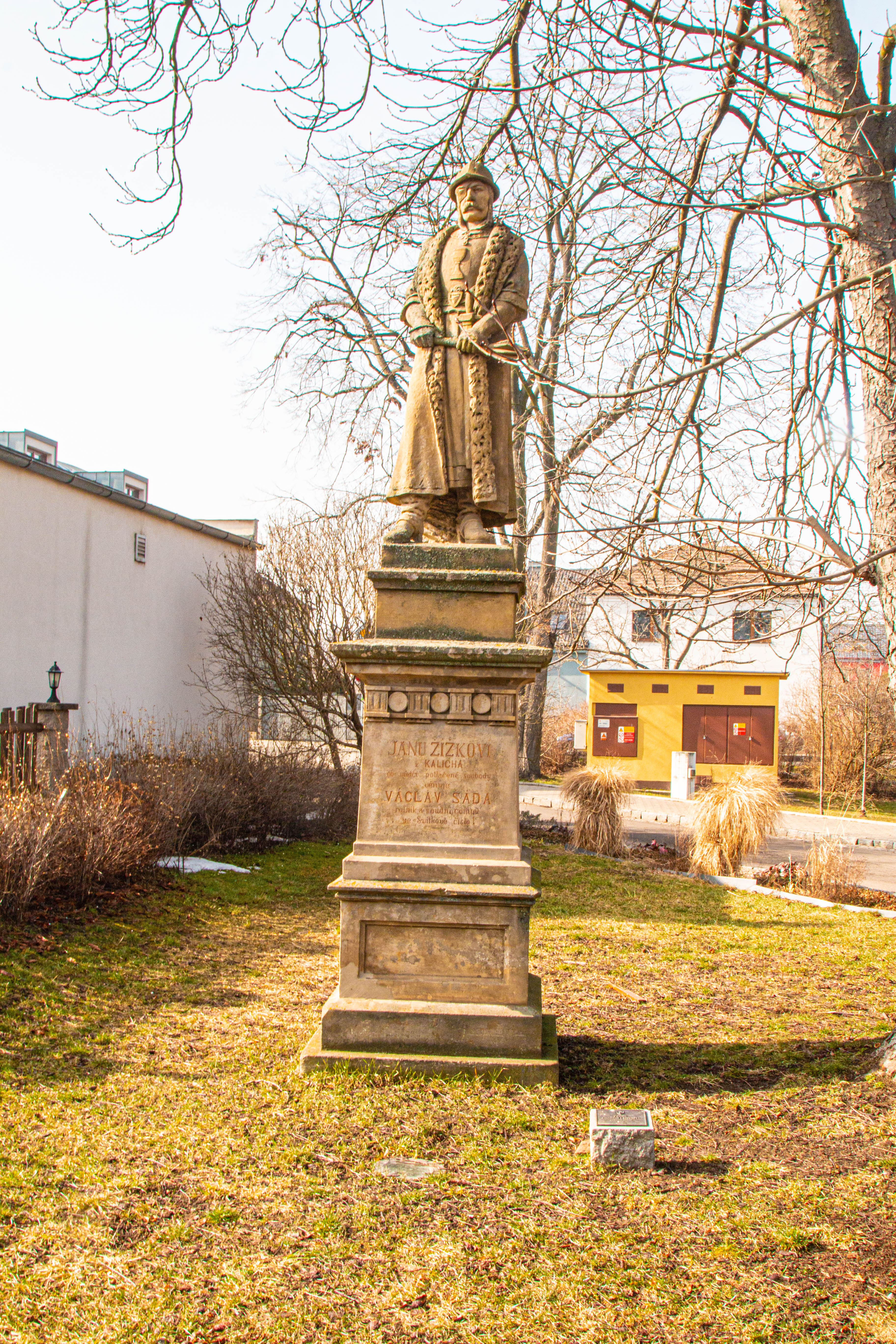
Pomník Jana Žižky

Zřizovatelem pomníku Jana Žižky byl právě Václav Šáda. Původně nechal ve Svítkově vystavět pomník Josefu II. coby příznivci rolníků, ale ten byl po roce 1918 odstraněn a Václav Šáda nechal na truc vystavět další pomník tentokrát Janu Žižkovi a to v polích mezi Svítkovem a Popkovicemi. Takto umístěný pomník později překážel další výstavbě a proto byl v roce 1969 přesunut do parku, kde je dodnes. Skládá se z podstavce a sochy vojevůdce a nachází se v malé části parku jižně od ulice Motoristů. Jméno Jana Žižky nese i druhá z přilehlých ulic.

### Pomník Luďka Matury

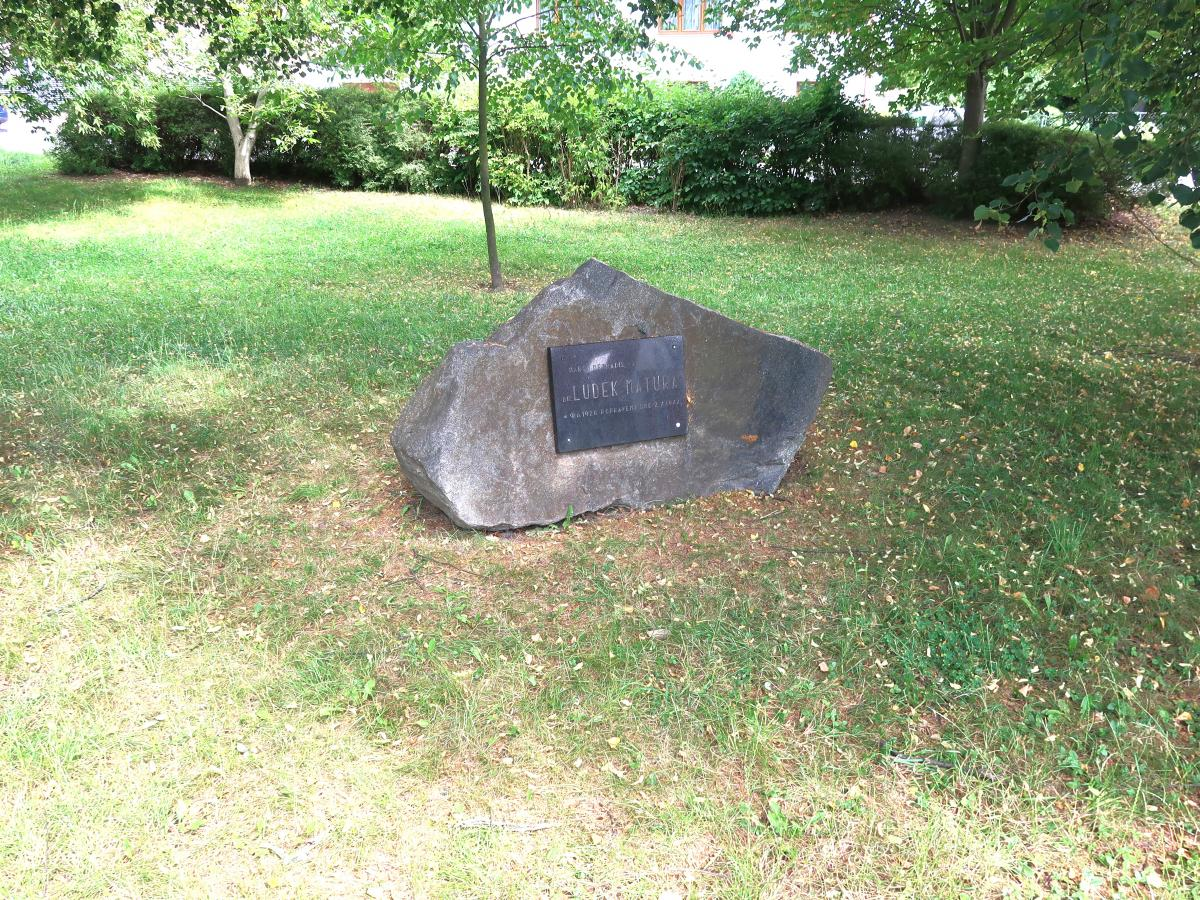
Pomník Luďka Matury

Pomník stojí v severovýchodní části parku a sestává z neopracovaného kamenného bloku a na něm umístěnou pamětní deskou svítkovského občana Luďka Matury popraveného 2. července 1942 Gestapem. Pamětní deska se původně nacházela na jeho rodném domě v Přerovské ulici, po jeho demolici byla v roce 2017 umístěna zde. Jméno Luďka Matury je uvedeno i na sousedním pomníku obětem první a druhé světové války.